# Cololejeunea eustacei
Cololejeunea eustacei är en bladmossart som beskrevs av Tamás Pócs. Cololejeunea eustacei ingår i släktet Cololejeunea och familjen Lejeuneaceae. Inga underarter finns listade i Catalogue of Life.